# Astutuli
Astutuli är ett musikverk (Eine "bairische" Komödie) av Carl Orff. 

## Historia
Astutuli (av latinets astutus, "förslagen", "listig") skulle kunna uppfattas som ett satyrspel till såväl tragedin Antigonae som till en av Orffs tidigare bayerska operor, Bernauerin (1942-46). Stycket behandlar utifrån sagan "Kejsarens nya kläder" massuggestion och människans benägenhet att villigt (särskilt i kristider) ty sig till vackra illusioner. Språkligt sett omsätts detta i ett slags urdialekt med tydlig musikalitet, vilken dominerar språkmelodin. Verket uruppfördes 20 oktober 1953 i München.

## Om verket
Trots orkesterns ständiga insatser, så är verket ingen opera utan ett stycke för en berättare som framför texten på ett på förhand bestämt rytmmönster. Orkestern består endast av slagverk, vilket ytterligare betonar styckets rytmiska element.

## Personer
Samtliga talroller:
- Två landstrykare
- Två borgare
- Jörg Zaglstecher, borgmästare
- Fundula, hans dotter
- Hortula och Vellicula, lekkamrater
- Tre sponsorer
- De tre från högvisa rådet
- Wunibald Hirnstößl, väktaren
- Den främmande gycklaren
- De kringresande
- Den gamla småstadens borgare
- Män och kvinnor
- Gamla och unga

## Handling
Utanför en improviserad teater har stadens borgmästare, honoratiores och befolkning församlats för att beskåda ett stycke som framförs av en främmande gycklare. Gycklaren framträder i trollkarlsdräkt och framkallar synvillor med hjälp av ljuseffekter, besvärjelser och magiska gester. Somliga tvivlar, medan andra låter sig hänföras. Till sist skall borgmästaren förses med nya kläder. Ovilligt låter han sig klädas av in på bara linnet och påstås sedan få nya kläder, som dock är osynliga. När de andra i publiken följer borgmästarens exempel, sker detsamma med dem. Därefter släcks ljuset och gycklaren försvinner, medan publiken förväntansfullt ser fram emot skådespelets fortsättning. Ungdomarna tar vara på tillfället och sluter sig samman i kärlekspar. Landstrykarna ägnar sig åt fickstöld, medan de äldre borgarna, som har långtråkigt och börjar tvivla på att gycklaren skall återkomma, misstänker att såväl gycklaren som klädesplaggen har försvunnit. Alla känner sig bedragna. Men då dyker gycklaren upp igen i en annan dräkt och presenterar en guldmakare. Medan borgmästaren och rådet betygar guldmakaren sin vördnad, kommer alla med sina pengar för att låta guldmakaren förvandla dem till guld. Ånyo blir de bedragna. Men folket ställer ändå till med dans, medan de båda landstrykarna beger sig därifrån med stöldgodset.